# サー・アーミー・スーツ
『サー・アーミー・スーツ』（原題: Sir Army Suit）は、1978年8月にDaffodil Recordsとキャピトル・レコードからリリースされたカナディアン・プログレッシブ・ロック・バンド、クラトゥのサード・アルバム。プロデュースは前作に引き続きテリー・ブラウンが担当。以前のアルバム2作品とは方向性が異なり、よりポップな方向性を打ち出したアルバムになっている。
このアルバムは、DUN - アルカンジェロ (Arcangelo) から、2009年12月18日にリマスター+リイシュー版の紙ジャケット仕様（ARC-7324）として再発された。

## 収録曲
| #   | タイトル                                                              | 作詞・作曲           | 時間 |
| --- | --------------------------------------------------------------------- | -------------------- | ---- |
| 1.  | 「いつも通りの日 - "A Routine Day"」                                  | ジョン・ウォロシャク | 3:11 |
| 2.  | 「ジューシー・ルーシー - "Juicy Luicy"」                              | ウォロシャク         | 3:39 |
| 3.  | 「エブリバディ・トゥック・ア・ホリデイ - "Everybody Took a Holiday"」 | ディー・ロング       | 3:00 |
| 4.  | 「オールダー - "Older"」                                              | ロング               | 3:17 |
| 5.  | 「親愛なるクリスティーン - "Dear Christine"」                         | ウォロシャク         | 3:53 |
| 6.  | 「ミスター・マンソン - "Mister Manson"」                              | ロング               | 4:16 |
| 7.  | 「トゥキーモア・フィールド - "Tokeymor Field"」                       | ウォロシャク         | 3:29 |
| 8.  | 「永久運動の機械 - "Perpetual Motion Machine"」                       | ロング               | 3:17 |
| 9.  | 「シェリー - "Cherie"」                                               | ロング               | 3:07 |
| 10. | 「シリー・ボーイズ - "Silly Boys"」                                   | ロング、ウォロシャク | 4:59 |

## パーソネル
- ディー・ロング (Dee Long) - ボーカル、エレクトリック・ギター、アコースティック・ギター、ドラムマシン、シンセサイザー
- ジョン・ウォロシャク (John Woloschuk) - ボーカル、ピアノ、オルガン、ベース、アコースティック・ギター、ベル、メロトロン、シンセサイザー、クラヴィネット、パーカッション
- テリー・ドレーパー (Terry Draper) - ドラム、ボーカル、タンバリン、トライアングル、ゴング、金床、ベル・ツリー

### スタッフ
- テリー・ブラウン (Terry Brown) - プロデュース